# Вимпфелинг, Якоб
Якоб Вимпфелинг (нем. Jakob Wimpfeling; 27 июля 1450, Шлеттштадт — 17 ноября 1528, там же) — немецкий гуманист, крупнейший представитель страсбургского кружка гуманистов.

## Биография
Якоб Вимпфелинг родился в городке Шлеттштадт (герцогство Лотарингия) на западе Священной Римской империи. Он учился в местной латинской школе, директором которой был Людвиг Дрингенберг, основатель шлеттштадтской Гуманистической библиотеки. И школа, и библиотека были широко известны; Эразм Роттердамский в стихотворении «Похвала Шлеттштадту» говорит об обилии талантов, которых дал Германии этот город, упоминая среди них и Вимпфелинга.
В дальнейшем Вимпфелинг продолжил образование в университете Фрайбурга, где получил степень бакалавра, а также в Эрфуртском и Гейдельбергском университетах (здесь он получил звание magister artium в 1471 году). Помимо этого, Якоб изучал каноническое право и теологию, удостоившись степени лиценциата богословия. Вимпфелинг был проповедником в кафедральном соборе Шпайера (в 1484-98 годах), ректором Гейдельбергского университета, жил в Страсбурге, занимаясь писательской деятельностью. В 1515 году вернулся в Шлеттштадт.
Вимпфелинг — автор гуманистических сочинений «Путеводитель по Германии» (1497), «Юность» (1500), «Обузы» (1520), комедии «Стильфон» (1480), а также исторических трудов «Германия» и «Очерк немецкой истории» (1505) — первого значительного произведения немецкой историографии.